# Фань Цзэн
Фань Цзэн (кит. трад. 范增, пиньинь Fàn Zēng, ок. 278 до н. э. — 204 до н. э.) — советник Сян Ляна, а потом Сян Юя в 207—204 годах до н. э. во время восстания против империи Цинь и смутного времени после падения этой империи; представлял интересы восстановленного государства Чу. Получил также имя Я-фу (второй отец).
Фань Цзэн находил хитрые политические и стратегические решения, которые смогли укрепить Чу и сделать Сян Юя правителем всего Китая.
О деятельности Фань Цзэна известно из серии эпизодов в Ши цзи (исторических записках) Сыма Цяня. Некоторые из эпизодов историки подвергают сомнениям, считая их мифологическими.

## Происхождение
Фань Цзэн родился на территории современного городского уезда Чаоху провинции Аньхой (в момент его рождения эти земли входили в состав царства Чу, в империи Цинь там был создан уезд Цзюйчао, поэтому в «Исторических записках» Фань Цзэн описывается как «человек из Цзюйчао»).

## На службе уСян Ляна
В 207 г. до н. э. Чэнь Шэ, поднявший восстание против династии Цинь, погиб, и военачальники Чу собрались в Се. Фань Цзэн, которому было в это время уже 70 лет, был известен как старик, умеющий составлять хитроумные планы. Он явился к Сян Ляну, проанализировал неудачу Чэнь Шэ и объяснил, что для объединения чуских военачальников необходимо найти и посадить на трон легитимного представителя бывшей династии Чу. В народе в то время был очень популярен образ Хуай-вана (правившего 90 лет назад), и потому требовалось восстановление царской династии. Был найден обедневший внук Хуай-вана, которого возвели на чуский престол как Хуай-вана второго; он стал послушной марионеткой Сян Ляна.

## После гибелиСян Ляна
После того, как Сян Лян потерпел поражение против циньской армии и погиб, Хуай-ван собрал военачальников и произвёл назначения. Фань Цзэн получил должность младшего военачальника и был направлен в помощь царству Чжао.

## СоветникСян Юя

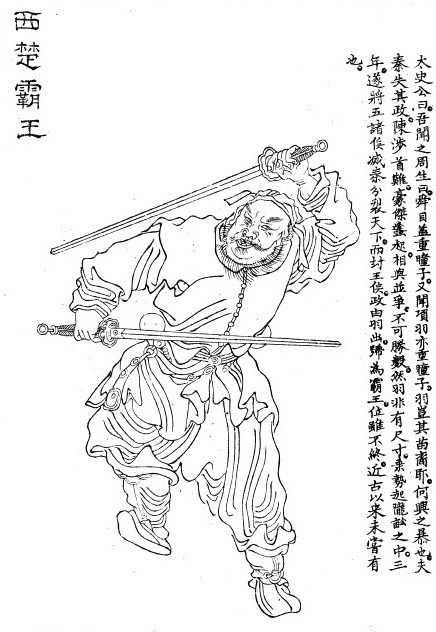
Сян Юй

Позднее племянник Сян Ляна Сян Юй, взявший на себя командование войсками, приблизил к себе Фань Цзэна как советника и даровал ему имя Я-фу (второй отец). Он считался самым мудрым советником Сян Юя.
Фань Цзэн сразу отметил соперничество между Сян Юем и Лю Баном (который позднее объединил Китай и создал династию Хань), и стал предупреждать Сян Юя, что Лю Бан является самым опасным его соперником — он не интересуется женщинами и богатством и собирается стать императором. Поэтому необходимо принять срочные меры, чтобы напасть на него и уничтожить.

## «Хунмэньское празднество» 鴻門宴
Ощущая недостаток сил, чтобы вести войну против огромной армии Сян Юя, Лю Бан, воспользовавшись помощью советников, решил явиться к Сян Юю с извинениями, восстановить дружбу и уступить ему столицу Сяньян, которую он занял, победив циньские войска. Сян Юй устроил ему хороший приём, однако Фань Цзэн решил воспользоваться случаем и убить Лю Бана. Он пытался во время приёма делать знаки Сян Юю, но тот не реагировал. Тогда Фань Цзэн отозвал двоюродного брата Сян Юя, Сян Чжуана, и объяснил ему план, согласно которому Сян Чжуан должен был продемонстрировать гостям танец с мечом. Однако, во время танца Сян Бо (дядя Сян Юя, который был в хороших отношениях с советником Лю Бана) тоже встал и включился в танец с мечом, загораживая собой Лю Бана. Сопровождающие Лю Бана увидели опасность и составили план как Лю Бану быстро бежать с вечера, а заодно прислать Сян Юю извинения за неожиданный уход вместе с драгоценными яшмовыми сосудами в подарок Сян Юю и Фань Цзэну. Фань Цзэн в ярости разбил свой сосуд мечом, негодуя, что был упущен случай избавиться от Лю Бана, который отнимет у Сян Юя Поднебесную.

## Борьба противЛю Бана

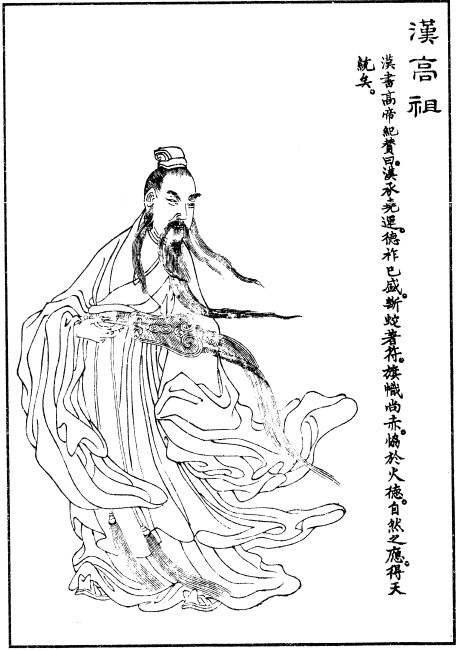
Лю Бан

Когда Сян Юй завладел верховной властью и сослал И-ди, он не мог не дать Лю Бану обещанного титула вана Гуаньчжуна (плодородной области у столицы), и тогда по совету Фань Цзэна он предоставил ему только треть — территории Ба и Шу (западный Хунань и Сычуань), а более близкие территории дал бывшим циньским военачальникам, изъявившим покорность, надеясь, что они смогут осадить Лю Бана.
Фань Цзэн получил титул Лиян-хоу (властитель города Лиян в провинции Аньхой).
Позднее, противостояние с Лю Баном приобрело затяжной характер, война сопровождалась победами Сян Юя и перемириями, однако Лю Бан смог заручиться поддержкой многих князей. Фань Цзэн старался любыми способами, даже нарушением договоров и перемирий, уничтожить Лю Бана. Однажды в 204 году до н. э. Лю Бан попал в затруднительное положение с продовольствием и был готов заключить перемирие на уступках Сян Юю. Фань Цзэн настоял на том, чтобы Сян Юй осадил Инъян, в котором обосновался Лю Бан.

## Отстранение от Сян Юя и смерть
Чэнь Пин, один из генералов Лю Бана, предложил план устранения Фань Цзэна. Для этого был подкуплен человек из окружения Сян Юя за большое количество золота, который стал распространять слухи о предательстве Фань Цзэна.
Кроме этого, Лю Бан решил хитрой интригой подкрепить подозрения Сян Юя в предательстве Фань Цзэна. К прибытию посланца от Сян Юя он устроил обильное угощение, однако вдруг произнёс: «Так Вы от Сян Юя? А я-то думал, что Вы от Я-Фу (то есть Фань Цзэна)». Угощения были тут же убраны со стола, и посланца накормили дурной пищей. Когда посланец рассказал ему о таком приёме, Сян Юй заподозрил Фань Цзэна в тайном контакте с ханьцами, и стал ограничивать его в правах. Фань Цзэн был рассержен недоверием и подал в отставку.
Сян Юй принял отставку, и Фан Цзэн поехал в Пэнчэн (сейчас Сюйчжоу), но по дороге у него вскочил нарыв на спине, и он умер.
Лишившись лучшего советника, Сян Юй через некоторое время стал терпеть поражения и погиб. Став императором, Лю Бан отмечал, что у Сян Юя был единственный мудрый советник Фань Цзэн, которого тот не сумел использовать, отчего и проиграл.